# Coleophora adelogrammella
Coleophora adelogrammella là một loài bướm đêm thuộc họ Coleophoridae. Nó được tìm thấy ở Fennoscandia tới bán đảo Iberia, Corse, Ý, Macedonia và Thrace và từ Pháp tới Hungary.
Sải cánh dài 13–15 mm.
Ấu trùng ăn Dianthus sylvestris, Petrorhagia prolifera và Petrorhagia saxifraga. Chúng ăn lá nơi chúng làm tổ.